# Ганс Буркен
Ганс Буркен (16 жовтня 1914 — 1998) — швейцарський академічний веслувальник.
Олімпійський чемпіон 1928 року в складі розпашної двійки зі стерновим.